# Ботанічний сад Болгарської академії наук
 Ботанічний сад Болгарської академії наук  (болг. Ботаническа градина на БАН) — ботанічний сад у місті Софія (Болгарія).
Розташований південніше Кільцевого шосе між районами Драгалевці і Бояна. Заснований у 1882 році як ботанічний сад Княжий, який був розташований у центрі міста, де сьогодні стоїть пам'ятник Радянській армії.
1947 року ботанічний сад стає підрозділом Інституту ботаніки, а потім був перетворений у окремий підрозділ Болгарської академії наук. Ботанічний сад здійснює обмін насінням, рослинами та інформацією із більш ніж 400 ботанічними садами, відділами ботаніки та дослідними станціями із 63 країн Європи, Азії, Америки, Африки та Австралії.
Директор ботаничного саду — Антоанета Петрова.

## Галерея

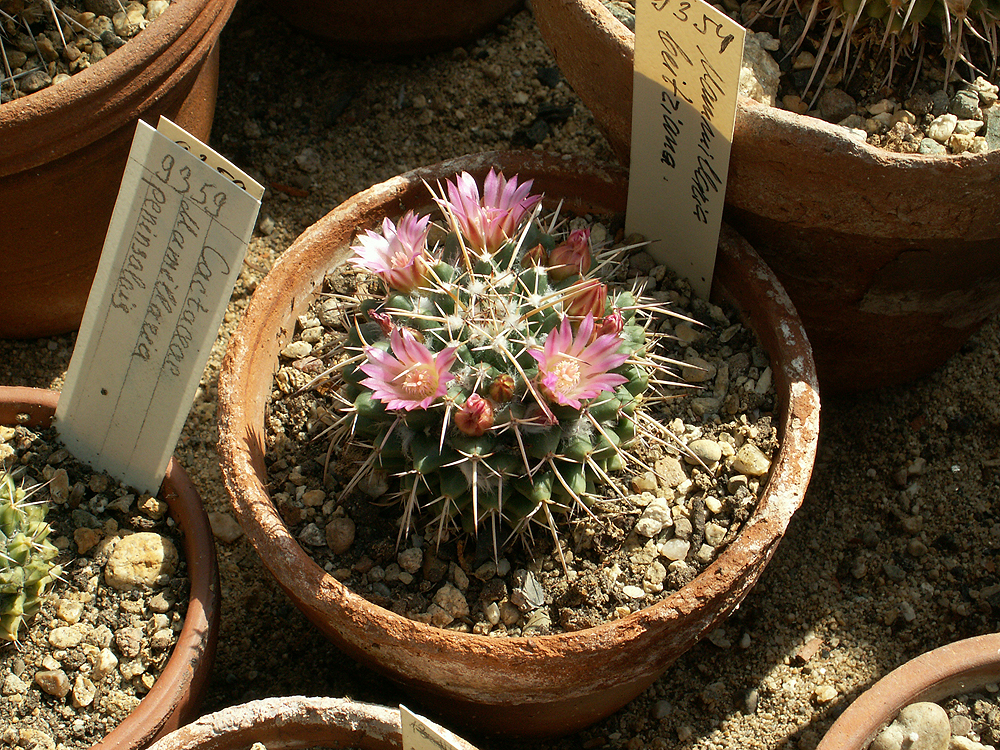
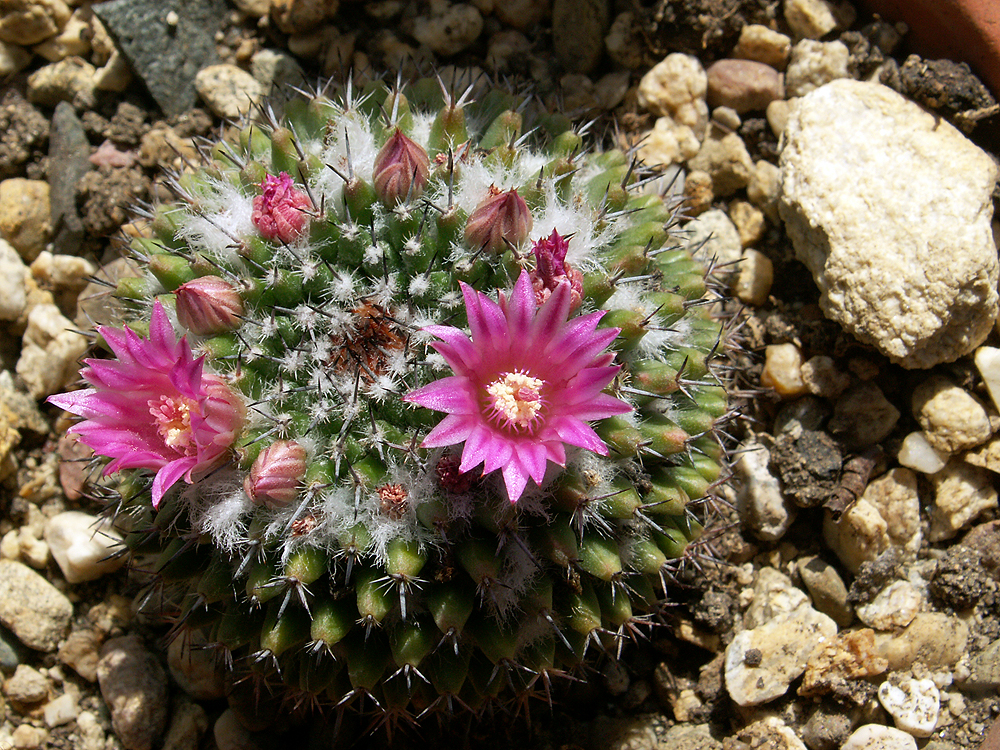
Квітучі кактуси у ботанічному саду Болгарської академії наук
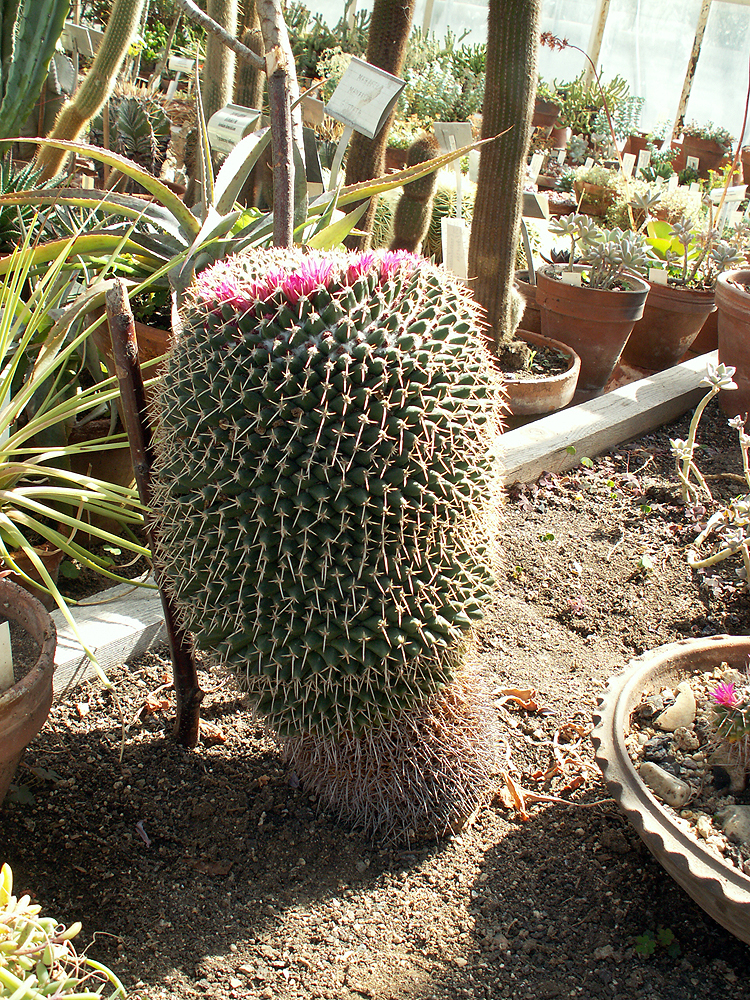